# Bad Hönningen (Verbandsgemeinde)
Bad Hönningen est une Verbandsgemeinde (collectivité territoriale) de l'arrondissement de Neuwied dans la Rhénanie-Palatinat en Allemagne. Le siège de cette Verbandsgemeinde est dans la ville de Bad Hönningen.
La Verbandsgemeinde de Bad Hönningen comporte les Ortsgemeinden (municipalités locales) suivantes :
1. Bad Hönningen ;
2. Hammerstein ;
3. Leutesdorf ;
4. Rheinbrohl.